# 9: The Last Resort
9: The Last Resort là một game phiêu lưu năm 1996 do hãng Tribeca Interactive phát triển. Trò chơi được Robert De Niro và Jane Rosenthal sản xuất, và có dàn nghệ sĩ lồng tiếng bao gồm Cher, James Belushi, Christopher Reeve và Steven Tyler & Joe Perry của Aerosmith.  Nó cũng bao gồm phong cách hình ảnh và họa phẩm của Mark Ryden. Trò chơi được phát triển cho nền tảng Windows và Mac OS.

## Cốt truyện
Nhân vật người chơi vừa được thừa kế một khách sạn tên gọi The Last Resort, thuộc về người chú đã qua đời của anh ấy/cô ấy, Thurston Last, nơi sinh sống của 9 nữ thủy thần. Khi nhân vật của người chơi bước chân vào khách sạn, rõ ràng đó không còn là một nơi hiếu khách nữa. Những cư dân kỳ quặc tại đây sống trong nỗi sợ hãi một cặp sinh đôi được gọi là Toxic Twins. Chỉ có mỗi viên phi công Salty mới đủ can đảm để đi lang thang và nói chuyện với nhân vật của người chơi. Mục tiêu của người chơi là tái tạo lại cỗ máy "The Muse Machine" và trục xuất Toxic Twins.

## Lối chơi
Hầu hết các câu đố trong 9 liên quan đến chủ đề âm nhạc, chủ yếu do chính ban nhạc Aerosmith cung cấp. Nhiều câu đố dựa trên một nhạc cụ cụ thể, chẳng hạn như trống, guitar và organ; thế nhưng lại không yêu cầu kiến thức âm nhạc về các nhạc cụ này. Lối chơi tập trung vào đàn organ mà người chơi có thể chơi các mã âm nhạc. Trên mỗi "tầng" của khu du lịch, người chơi tìm thấy một bảng mã chứa phần chỉ dẫn chơi một đoạn nhạc ngắn trên đàn organ. Tuy nhiên, mỗi trang tính mở rộng mã làm cho nó khó hiểu hơn. Điều này lên đến đỉnh điểm trong câu đố cuối cùng, trong đó người chơi phải hoàn toàn quen thuộc với mã.

## Đón nhận
Trò chơi không thành công về mặt thương mại. Nó cũng nhận được nhiều đánh giá trái chiều. GameSpot chấm cho game 7.3/10 điểm. It received a "B" from PC Games.